# Listă de filme despre Roma antică
Aceasta este o listă de filme notabile despre Roma antică (cu acțiunea în Regatul Roman, Republica Romană și Imperiul Roman). Unele filme au doar o parte a acțiunii stabilită în Roma antică.

## Regatul Roman
- Romolo e Remo (sau: Duel of the Titans)[1] (1961) - bazat pe legenda lui Romulus și Remus cu Steve Reeves ca Romulus și Gordon Scott ca Remus
- Răpirea sabinelor[2] (Il ratto delle sabine[3]) (1961) cu Roger Moore ca Romulus, Folco Lulli ca regele Titus, Jean Marais ca zeul Marte
- Orazi e Curiazi[4][5] (1961) - cu Alan Ladd ca Horatious și Robert Keith ca Tullus Hostilius
- Le vergini di Roma (1961),[6][7] film italo-francez (regia Carlo Luigi Bragaglia și Vittorio Cottafavi)
- El rapto de las sabinas[8] (1962) - despre Răpirea sabinelor, Wolf Ruvinskis ca Romulus
- La leggenda di Enea (1962) regia Giorgio Venturini. Steve Reeves ca Aeneas[9]
- Il colosso di Roma[10] (1964) - cu Gordon Scott ca Gaius Mucius Scaevola (regia Giorgio Ferroni)

## Republica Romană

### Republica Romană timpurie

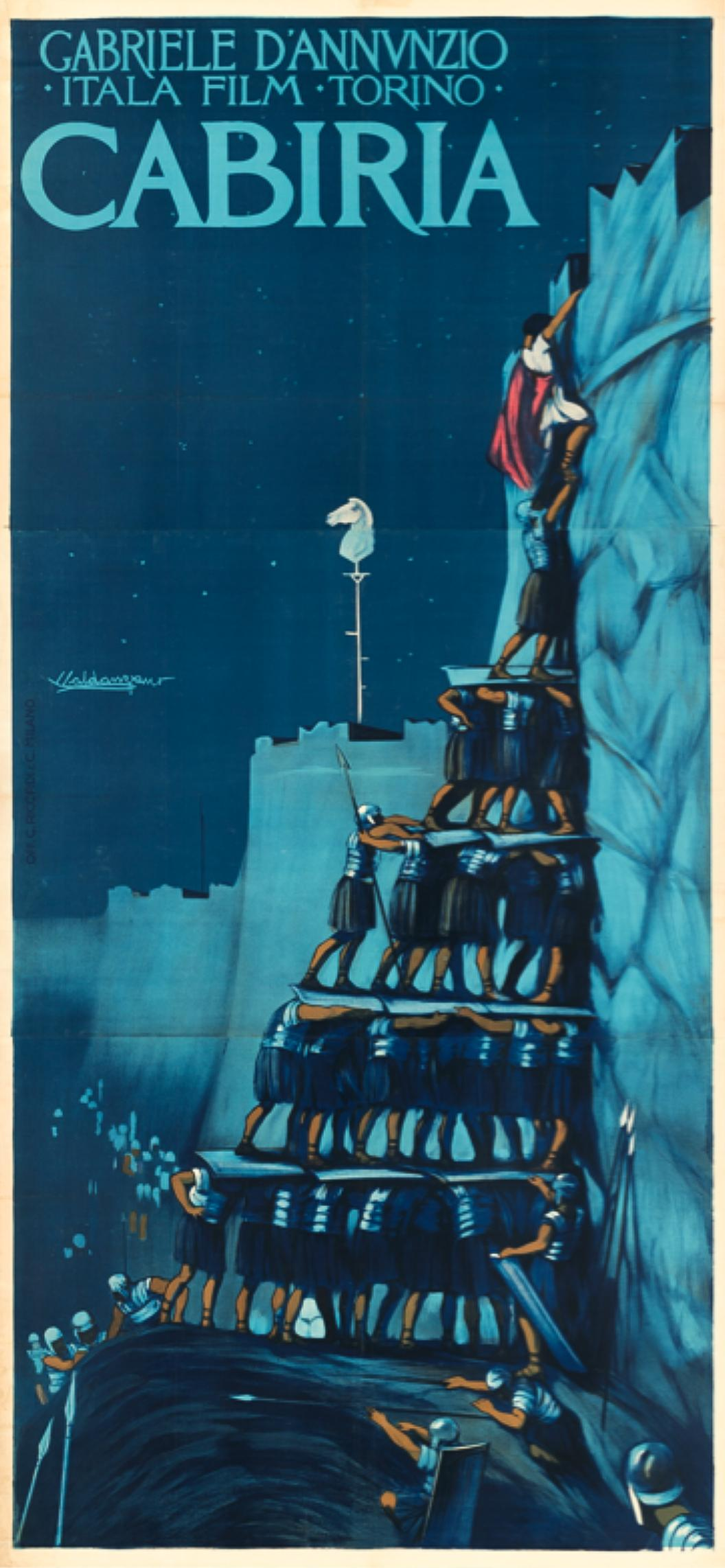
Cabiria

- Coriolano: eroe senza patria[11][12] (1963) - cu Gordon Scott ca Gaius Marcius Coriolanus, Lilla Brignone ca Volumnia
- Brenno il nemico di Roma[13][14] (1963) - despre Bătălia de la Allia și jefuirea Romei în 387 î.Hr., cu Gordon Scott ca Brennus, Massimo Serato ca Marco Furio Camillo
- Il conquistatore di Corinto[15] (Centurionul) (1961) - despre Bătălia de la Corint (146 î.Hr.) cu John Drew Barrymore ca Diaeus, Andrea Fantasia ca Lucius Mummius

### Al Doilea Război Punic
- Annibale[16][17] (1959) - despre campania lui Hannibal în Italia inclusiv Bătălia de la Cannae; cu Victor Mature ca Hannibal
- Hannibal – Rome's Worst Nightmare[18][19] (2006) - cu Alexander Siddig ca Hannibal, Shaun Dingwall ca Scipio
- L' Assedio di Siracusa[20][21] (1960) - despre Asediul Siracuzei cu Rossano Brazzi ca Archimides
- Scipione l'africano[22][23] (1937) - despre cariera lui Scipio Africanus după înfrângerea lui Hannibal în Bătălia de la Zama
- Cabiria[24] (1914) - despre campania lui Hannibal în Italia, Asediul Siracuzei și Bătălia de la Zama. cu personaje ca Masinissa
- Jupiter's Darling[25][26] (1955) - cu Howard Keel ca Hannibal și George Sanders ca Fabius Maximus

### Răscoala lui Spartacus
- Spartacus (1953)[27][28] cu Massimo Girotti ca Spartacus, Carlo Ninchi ca Marcus Licinius Crassus, Vittorio Sanipoli ca Marcus Virilius Rufus
- Spartacus[29][30] (1960) - cu Kirk Douglas ca Spartacus și Laurence Olivier ca Marcus Licinius Crassus
- Spartacus[31][32] (2004), Goran Visnjic ca Spartacus, Ben Cross ca Titus Glabrus, Jack Huston ca Flavius, Alan Bates ca Antonius Agrippa, Ian McNeice ca Lentulus Batiatus, Angus Macfadyen ca Marcus Crassus, Paul Telfer ca Gannicus

### Cleopatra
- Caesar și Cleopatra[33][34] (1945) - cu Vivien Leigh ca regina Cleopatra și Claude Rains ca Iulius Cezar
- Caesar and Cleopatra[35] (2009), cu Christopher Plummer ca Iulius Cezar
- Giulio Cesare, il conquistatore delle Gallie[36][37] (Caesar the Conqueror) (1962), Cameron Mitchell ca Iulius Cezar, Rik Battaglia ca Vercingetorix
- Una regina per Cesare (1962)[38][39], cu Gordon Scott ca Iulius Cezar, Rik Battaglia ca Lucius Septimius
- Carry On Cleo[40] parodie a Cleopatra, cu acțiunea în timpul domniei lui Iulius Caesar (1964), cu Sid James ca Marc Antoniu, Kenneth Williams ca Iulius Cezar, Amanda Barrie ca regina Cleopatra
- Cleopatra[41] (1934) - cu Claudette Colbert ca regina Cleopatra, Warren William ca Iulius Cezar
- Cleopatra (1963)[42][43] - prezintă Bătălia de la Actium și Ultimul Război al Republicii Romane, cu Elizabeth Taylor ca regina Cleopatra, Richard Burton ca Marc Antoniu, Rex Harrison ca Iulius Cezar
- Cleopatra[44][45] (1999) mini-serial TV cu Timothy Dalton ca Iulius Cezar, Billy Zane ca Marc Antoniu, Leonor Varela ca regina Cleopatra
- Cleópatra (2007)[46][47] cu Alessandra Negrini ca regina Cleopatra, Miguel Falabella ca Iulius Cezar, Bruno Garcia ca Marc Antoniu
- Cleopatra[48][49] film cu premiera programată îb 2014, cu Angelina Jolie ca regina Cleopatra
- Le legioni di Cleopatra (1959)[50] cu Linda Cristal ca regina Cleopatra, Georges Marchal ca Marc Antoniu, Alfredo Mayo ca viitorul Augustus Octavian

### Iulius Cezar
- Giulio Cesare (1909)
- Druizii (2001)[51][52] - viața lui Vercingetorix
- Julius Caesar (1953) - Asasinarea lui Iulius Cezar și războiul civil al Liberatores
- Julius Caesar (1970) - Asasinarea lui Iulius Cezar și războiul civil al Liberatores

## Imperiul Roman

### Secolul I î.Hr.
- Imperium: Augustus
- Agrippina (1911), film mut italian

### Viața luiIisus Hristos
- Ben Hur (film din 2003), versiune animată a romanului lui Lew Wallace
- Ben-Hur (film din 1925) - acest film este notabil pentru secvențele sale color și pentru prezentarea unei femei goale în secvența paradei
- Ben-Hur (1959) acțiune parțială în Roma
- Ben-Hur (1907) prima versiune cunoscută (15 min. lungime), regia Sidney Olcott
- Ben Hur (2010) – miniserial de Steve Shill
- Patimile lui Hristos (2004) – regia Mel Gibson, cu Jim Caviezel ca Iisus, realizat în limbile originale (aramaică, ebraică, latină)
- Pontius Pilate (1961) - cu Jean Marais ca Pilat din Pont
- Regele regilor (1927)
- Regele regilor (1961)
- The Life of Brian (1979), regia Terry Jones
- Vie et Passion du Christ (1903) – producție Pathé (Franța) (regia Ferdinand Zecca)
- Risen (Misterul înălțării, 2016) – regia Kevin Reynolds

### Domnia luiTiberius,CaligulașiClaudius
- Massacre in the Black Forest (germană: Hermann der Cherusker - Die Schlacht im Teutoburger Wald; 1967) – despre Bătălia de la Teutoburger Wald (regia Ferdinando Baldi)
- Los cántabros (1980) - despre Războaiele din Cantabria (29-19 î.Hr.) (Bellum Cantabricum); cu Paul Naschy (care e și regizor) ca Marcus Agrippa
- The Robe (1953)
- The Inquiry (2006) - cu Max von Sydow ca Tiberius
- Caligula (1979) - cu Malcolm McDowell în rolul lui Caligula
- Demetrius și gladiatorii, sequel al filmului The Robe
- I, Claudius (niciodată terminat) (1937) cu Charles Laughton în rolul lui Claudius
- Barabbas (1953) - film suedez (regia Alf Sjöberg), după un roman de Pär Lagerkvist
- Barabbas (1961)- film american (regia Richard Fleischer), cu Anthony Quinn, după un roman de Pär Lagerkvist
- Barabbas (2012), regia Roger Young, cu Billy Zane, după un roman de Pär Lagerkvist

### Domnia luiNero
- A Funny Thing Happened on the Way to the Forum (1966)
- My Son Nero (1956)
- O.K. Nerone (1951)
- Quo Vadis (1951) - cu Peter Ustinov ca Nero
- Quo Vadis (2001) - film polonez regizat de Jerzy Kawalerowicz
- Satyricon (1969)
- The Sign of the Cross (1932) - cu Charles Laughton ca Nero
- Nero (1922)
- Nero (2004)
- Nerone e Messalina (1953)
- Nerone (1977)

### Revolta luiBoudica
- The Viking Queen (1967) - film bazat vag pe revolta lui Boudica[53][54]
- Regina războinică (Boudica, 2003) - film despre revolta lui Boudica[55][56]

### ErupțiaVezuviului
- The Last Days Of Pompeii (1935)
- The Last Days Of Pompeii (1959)
- Pompeii: The Last Day (2003)
- Up Pompeii (1971)
- Up Pompeii! cu acțiunea în 79 AD
- Pompeii (2014)

### Dinastia Flaviană
- Masada (miniserie) (1985) - mini serie despre Asediul Masadei în Marea Revoltă a Evreilor
- Titus Andronicus (1985)

### 85-110 AD
- Dacii (1967) - despre Prima Bătălie de la Tapae cu Pierre Brice ca Septimius Severus
- Columna (1968) - despre Războaiele daco-romane

### Domnia luiHadrian
- Centurion (2010) - despre dispariția legiunii a IX-a
- Acvila legiunii a IX-a (The Eagle, 2011) - după romanul The Eagle of the Ninth de Rosemary Sutcliff.

### Domnia luiCommodus
- The Fall of the Roman Empire (1964) - cu Christopher Plummer ca împăratul Commodus.
- Gladiator (2000) - acțiune parțială în Roma, parțial refacere a filmului The Fall of the Roman Empire.

### 260-272 AD
- Nel segno di Roma (sau Sheba and the Gladiator)[57] (1958)

### Domnia luiDioclețian
- Sebastiane[58] (1976)

### 310-315 AD
- In hoc signo vinces, film italian realizat în 1913 de Nino Oxilia.
- Constantine and the Cross (1962) - până la Bătălia de la Podul Milvius din 312 cu Cornel Wilde ca împăratul Constantin cel Mare
- Fabiola (1948)

### Despre Attila
- Attila (1954) - cu Anthony Quinn ca Attila și Sophia Loren ca Justa Grata Honoria
- Attila (TV miniseries) (2001) - cu Gerard Butler ca Attila
- Sign of the Pagan (1955) - cu Jack Palance ca Attila

### Imperiul târziu
- Agora (2009) - cu Rachel Weisz ca Hypatia
- The Last Legion (2007)
- Bătălia pentru Roma (Kampf um Rom I) (1968)
- Regele Arthur (2004)
- Restless Heart (film) (2012) - film despre Augustin de Hipona
- 476 A.D. (2012), un film despre Romulus Augustus și Odoacer, conducătorul ostrogoților și despre Prăbușirea Imperiului Roman
- The Lost Legion (2014), filmul începe în august 475 când fortărățe ale Imperiului Roman au devenit mici regate

## Nedatate
- Roman Scandals (1933), secvența cu visul lui Eddie Cantor
- Androcles și the Lion (1952)
- History of the World, Part I (1981); secțiunea "The Roman Empire" , film satiric